# Googlepedia
Googlepedia是一套適用於Mozilla瀏覽器（例如：Mozilla Firefox）的自由插件。這插件會在用戶找尋時，在屏幕的一邊顯示Google的搜尋結果，並在另一邊同時顯示維基百科的搜尋結果。「Googlepedia」是一個由「google」和「Wikipedia」兩字結合而成的合體字（portmanteau）。

## 功能
- 將 Wikipedia 內部鏈結轉成 Google 搜尋連結
- 利用 Google好手氣功能搜尋相關條目
- 按下圖片鏈結時顯示完整大小
- 移除 Google AdWords
- 可延展成整個瀏覽器顯示的畫面
- 依個人 Google 的語言設定，可搜尋到特定語文的維基百科相關內容

## 外部連結
- Googlepedia at addons.mozilla.org